# Социальная ставка дисконтирования
Социальная ставка дисконтирования — альтернативные возможности использования обществом ресурсов либо между двумя периодами времени, либо между различными вариантами инвестирования. В первом случае, социальная ставка дисконтирования определяется как ставка, своего рода «цена», по которой общество готово отказаться от сегодняшнего потребления ради завтрашнего, которая отражает социальную норму временного предпочтения. Во втором — социальная ставка дисконтирования отражает альтернативные издержки общества, связанные с отказом от инвестирования средств в частный сектор в пользу общественного. Расчет двух типов социальной ставки дисконтирования осуществляется разными методами.

## Социальная ставка межвременных предпочтений
Решение вложить средства в какую-либо программу предполагает, что выгоды будут получены в будущем, а эти ресурсы уже невозможно будет использовать в настоящем. В связи с этим возникает закономерный вопрос: превысят ли будущие социальные ценности издержки от уменьшения сегодняшнего потребления? Ответ на него и дает анализ программы с использованием социальной ставки временного предпочтения (STPR). Она отличается от ставки индивидуума, во-первых, потому что общество как совокупность индивидуумов планирует в будущем получить определенные общественные выгоды. В этом смысле оно интегрировано оценивает будущие выгоды как более высокие и экономит больше по сравнению с множеством отдельных индивидуумов, независимо друг от друга принимающих решения относительно сбережений. Во-вторых, обществу присуще такое свойство как «сверхответственность», проявляющееся в коллективной обязанности в обеспечении благосостояния будущих поколений. Именно поэтому общество готово отказаться от настоящих выгод ради будущих по значительно меньшей ставке, чем каждый из составляющих его индивидуумов в отдельности. Таким образом, общественная ставка дисконтирования ниже осредненной ставки индивидуумов. Однако если в результате анализа программы вырабатывается положительная чистая приведенная стоимость, то её внедрение считается более эффективным, чем потребление ресурсов в настоящее время.
Аналитически определить социальную ставку дисконтирования можно путём решения задачи максимизации общественной полезности, получаемой от потребления в различные периоды времени. В итоге социальная ставка дисконтирования представляет собой социальную ставку временного потребления, по формуле Рамсея:
```
                                            STPR = ρ + µ * g,
```

где ρ — ставка индивидуальных межвременных предпочтений
```
   µ - эластичность предельной общественной полезности по потреблению
   g - темп роста потребления на душу населения
```

Pearce и Ulph предложили модернизировать данное уравнение, добавив в него еще один параметр, отражающего изменение жизненного риска. Обусловливается это тем, что существует вероятность не дожить до периода потребления в будущем. Таким образом, происходит разбиение индивидуальной ставки ρ на две составляющие: δ — «чистая» ставка межвременных предпочтений и L — уровень риска для жизни. Вследствие чего социальная ставка дисконтирования:
```
                                           STPR = δ + L + µ * g
```

При этом первый параметр — «чистая» ставка межвременных предпочтений эмпирически оценить практически невозможно, хотя в известных исследованиях предлагается разброс значений 0,0 — 0,5, соответствующих ситуации в высокоразвитых странах (США, Великобритания).

## Норма доходности
Использование альтернативной нормы доходности от использования капитала в качестве социальной ставки дисконтирования означает, что у инвестора есть возможность выбора инвестиционных проектов и он может выбрать лучший из них. Поэтому социальную ставку дисконтирования можно рассчитать через доходность альтернативных вложений. В этом случае её получают посредством расчета средневзвешенной нормы доходности различных источников капитала. Веса представляют собой пропорции ресурсов, привлеченных из каждого источника. Уровень доходности различается для различных источников из-за наличия налогов и провалов рынка. Например, налог на доход обуславливает разрыв между доналоговой ставкой процента (предельной доходностью от инвестирования) и посленалоговой ставкой (доход, который получают потребители от своих сбережений). Таким образом, социальная ставка дисконтирования зависит от двух факторов: веса каждого источника средств и нормы доходности каждого источника финансирования

## Страновые различия социальной ставки дисконтирования
Вполне закономерно, что в различных странах применяются различные ставки дисконтирования для оценки регулирующего воздействия. Ведь социальная ставка дисконтирования отражает альтернативные издержки общества, поэтому их различие отражает различия между населением разных стран с точки зрения предпочтений. Кроме того, различия обусловлены и применение разных подходов к расчету ставки.
Так, Еврокомиссия указывает на реальную социальную ставку дисконтирования в размере 4,5 %, что соответствует средней реальной доходности долгосрочных государственных долговых бумаг за период с 1980-х годов.
В США для разных временных интервалов применяются различные реальные и номинальные ставки дисконтирования. Реальные ставки дисконтирования составляют от 3 % (для трех лет) до 5,5 % (для 30 лет) и рассчитываются на основе нормы доходности доналогообложения инвестиций в частном секторе.
В Великобритании заранее не устанавливается конкретная ставка дисконтирования. Она рассчитывается по изложенной выше формуле Pearce и Ulph, с учетом временных предпочтений населения, эластичности предельной полезности по потреблению, а также темпа роста потребления на душу населения.
В Австралии рекомендуется использовать для большинства целей социальную ставку дисконтирования, рассчитанную по величине частных затрат на капитал.
Напротив, Новозеландское подразделение по оценке регулирующего воздействия рекомендует применять различные ставки дисконтирования в различных сферах для различных целей. Так, ставку в 5-7 % следует использовать, если речь идет о предложениях, связанных со здоровьем и безопасностью, процентную ставку по долгосрочным государственным ценным бумагам, если речь идет о вопросах, затрагивающих государственные расходы, и более низкие ставки, когда речь идет о регулировании экологических вопросов.
В Канаде Секретариат Министерства финансов рекомендует привлекать специалистов для определения подходящих ставок дисконтирования для каждой сферы регулирования. Однако, при этом указывается, что она должна равняться примерно 10 %, а её приемлемый диапазон составляет от 7,5 % до 12 %. В канадском руководстве по анализу выгод и издержек в программах регулирования (1995) цитируется более ранее руководство (1976 года) и рекомендуется использовать норму дисконта в размере 10 %, а анализ чувствительности проводить для 5 % и 15 %.
Однако, общее для всех стран правило оценки социальной ставки дисконтирования заключается в том, что она должна регулярно пересматриваться, и по мере необходимости, корректироваться. В то же время слишком часто менять значение социальной ставки дисконтирования также не рекомендуется.